# Discestra gredosi
Discestra gredosi là một loài bướm đêm trong họ Noctuidae.